# Liste der denkmalgeschützten Objekte in Pollham
Die Liste der denkmalgeschützten Objekte in Pollham enthält die 5 denkmalgeschützten, unbeweglichen Objekte der Gemeinde Pollham in Oberösterreich (Bezirk Grieskirchen).

## Denkmäler
| Foto |                 | Denkmal                                                                    | Standort                             | Beschreibung | Metadaten |
| ---- | --------------- | -------------------------------------------------------------------------- | ------------------------------------ | --- | --- |
| ja   | Datei hochladen | Bauernhof Illigut HERIS-ID: 46760 Objekt-ID: 48930                         | Kaltenbach 13 Standort KG: Forsthof  | | BDA-Hist.: Q38023510 Status: Bescheid Stand der BDA-Liste: 2025-06-30 Name: Bauernhof Illigut GstNr.: .108 Illigut - Kaltenbach (Pollham) |
| ja   | Datei hochladen | Friedhof mit Totenkapelle HERIS-ID: 84665 Objekt-ID: 98806                 | Pollham 22, bei Standort KG: Pollham | | BDA-Hist.: Q38183565 Status: § 2a Stand der BDA-Liste: 2025-06-30 Name: Friedhof mit Totenkapelle GstNr.: .95                             |
| ja   | Datei hochladen | Kath. Pfarrkirche hl. Laurentius HERIS-ID: 52490 Objekt-ID: 59382          | Pollham 22, bei Standort KG: Pollham | Schon 1100 gab es hier eine Holzkirche, die um 1450 aus Stein neu gebaut wurde. Die heutige Pfarrkirche wurde 1908 errichtet und ist dem hl. Laurentius geweiht. | BDA-Hist.: Q23541848 Status: § 2a Stand der BDA-Liste: 2025-06-30 Name: Kath. Pfarrkirche hl. Laurentius GstNr.: .95 Pfarrkirche Pollham  |
| ja   | Datei hochladen | Pfarrhof HERIS-ID: 52489 Objekt-ID: 59381                                  | Pollham 20 Standort KG: Pollham      | Der Pfarrhof ist aus dem Ende des 18. Jahrhunderts. | BDA-Hist.: Q38051749 Status: Bescheid Stand der BDA-Liste: 2025-06-30 Name: Pfarrhof GstNr.: .103                                         |
| ja   | Datei hochladen | Pfarrheim, ehem. Mesnerhaus, ehem. Schule HERIS-ID: 84662 Objekt-ID: 98802 | Pollham 22 Standort KG: Pollham      | | BDA-Hist.: Q38183553 Status: § 2a Stand der BDA-Liste: 2025-06-30 Name: Pfarrheim, ehem. Mesnerhaus, ehem. Schule GstNr.: .98             |